# Khalid Eisa
Khalid Eisa Mohammed Bilal Saeed (en árabe: خالد عيسى‎; Dubái, Emiratos Árabes Unidos; 15 de septiembre de 1989) es un futbolista emiratí. Juega de portero y su equipo actual es el Al Ain de la Liga Árabe del Golfo.

## Selección nacional
Es internacional absoluto con la selección de los Emiratos Árabes Unidos desde 2011. Fue parte del equipo olímpico que jugó en las olimpiadas de 2012.

## Clubes
| Club      | País                   | Año       |
| --------- | ---------------------- | --------- |
| Al-Jazira | Emiratos Árabes Unidos | 2010-2013 |
| Al Ain    | Emiratos Árabes Unidos | 2013-Act. |

## Palmarés

### Títulos nacionales[3]
| Título               | Equipo    | País                   | Año     |
| -------------------- | --------- | ---------------------- | ------- |
| Liga Árabe del Golfo | Al-Jazira | Emiratos Árabes Unidos | 2010-11 |
| Copa Presidente      | Al-Jazira | Emiratos Árabes Unidos | 2011-12 |
| Copa Presidente      | Al Ain    | Emiratos Árabes Unidos | 2013-14 |
| Liga Árabe del Golfo | Al Ain    | Emiratos Árabes Unidos | 2014-15 |
| Supercopa de los EAU | Al Ain    | Emiratos Árabes Unidos | 2015-16 |
| Liga Árabe del Golfo | Al Ain    | Emiratos Árabes Unidos | 2017-18 |
| Copa Presidente      | Al Ain    | Emiratos Árabes Unidos | 2017-18 |

### Torneos internacionales
| Título                     | Equipo                 | País   | Año  |
| -------------------------- | ---------------------- | ------ | ---- |
| Copa de Naciones del Golfo | Emiratos Árabes Unidos | Baréin | 2013 |